# Berrelhas

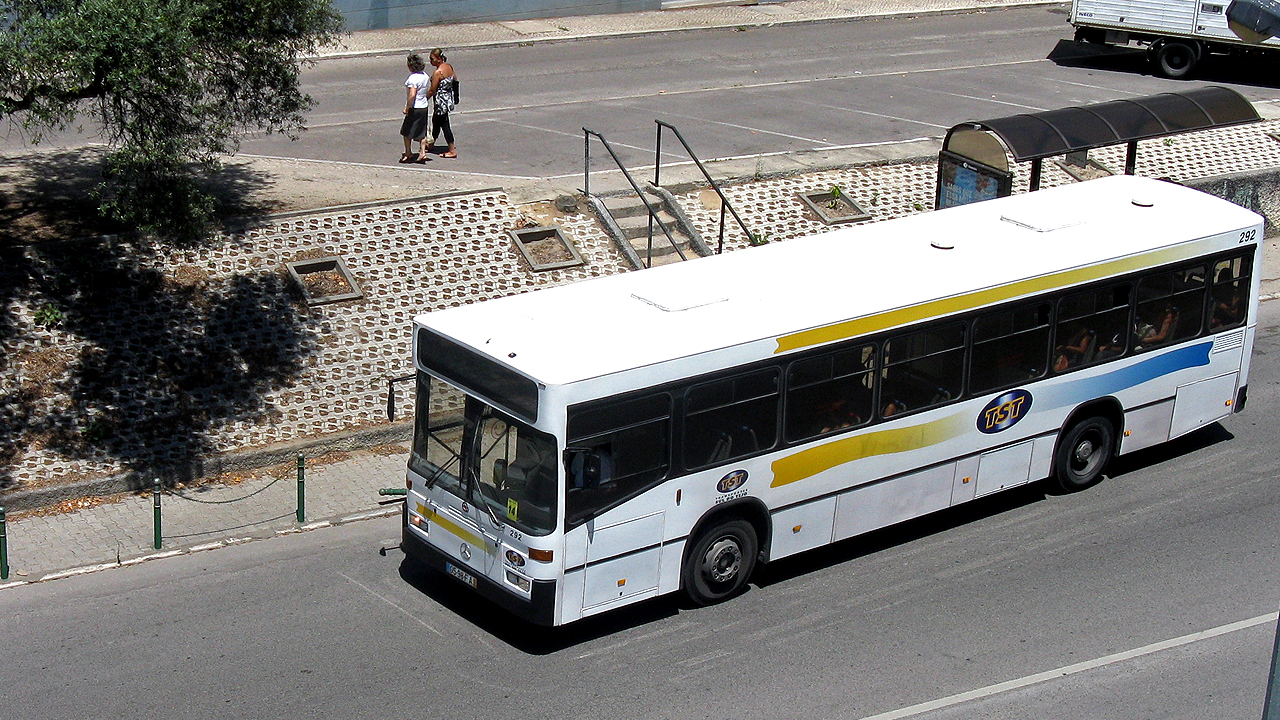
Autocarro Mercedes-Benz O405 dos TST (n.º 292) em 2009, adquirido em segunda mão à Berrelhas.

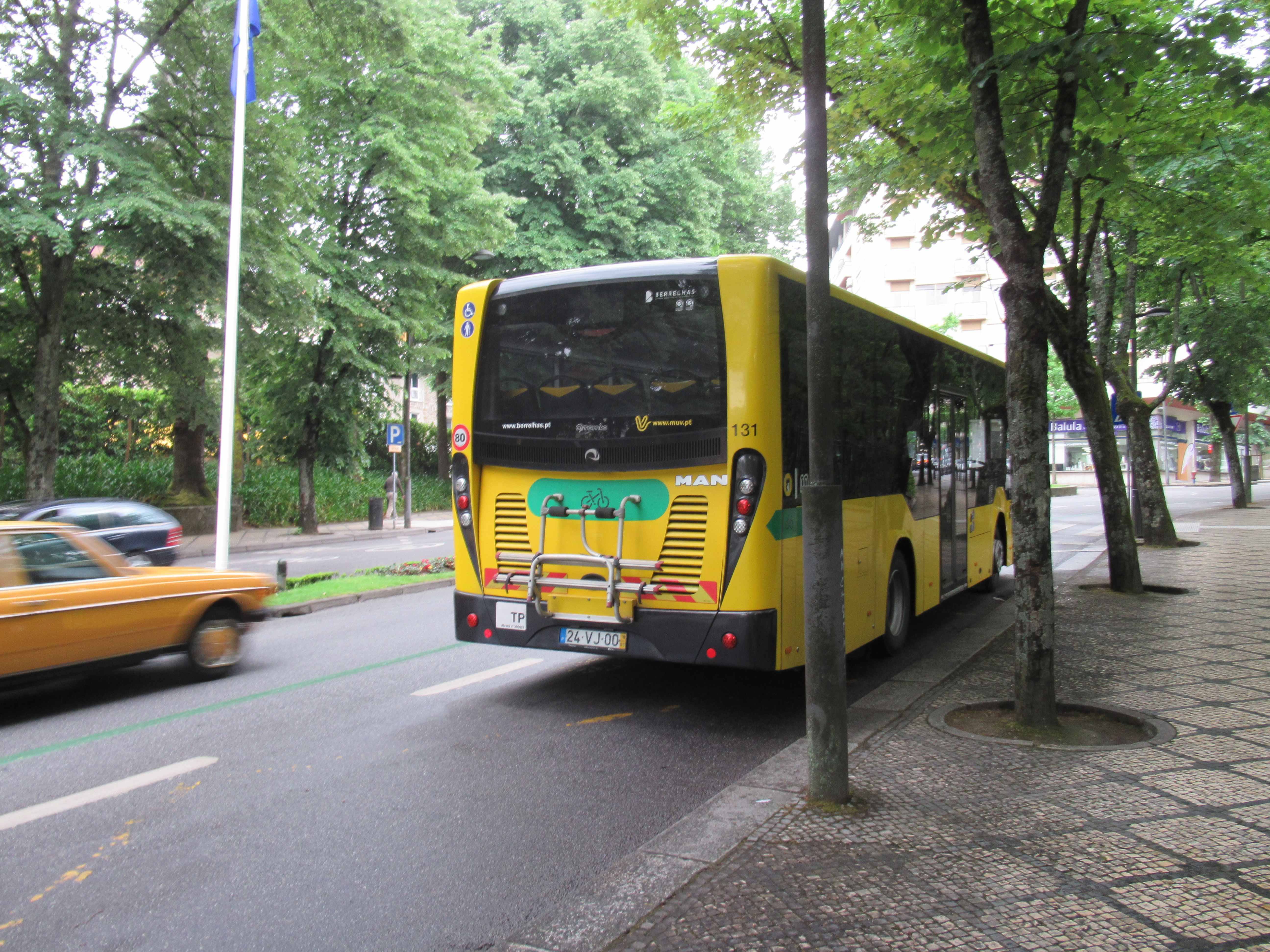
Autocarro MAN da Berrelhas em Viseu ao serviço da MUV, em 2022.

A Empresa Berrelhas de Camionagem é um operador de transportes públicos coletivos rodoviários com atividade na área de Viseu, em Portugal. Fundada por Bernardo de Almeida, um pioneiros da camionagem em Portugal, estava originalmente sediada em Rio de Moinhos (mun. Penalva do Castelo).
Na década de 1960, quando a Berrelhas estava nas mãos de Luís Almeida e irmãos, filhos do fundador, iniciou-se a expansão da empresa, com a aquisição da sua congénere Empresa Bernardinos de Camionagem das mãos de Eduardo da Costa, que havia sanado a operação desta..
Em 2019 a concessão do sistema MUV (municipal de Viseu) foi atribuída à Berrelhas, tendo-se mantido após as alterações de 2025.

Em dados de 2022, a Berrelhas regista uma frota histórica de 139 veículos, dos quais 72 se encontram operacionais em seu nome.